# Télem (partido político de 2019)
Télem (en hebreo: תנועה לאומית ממלכתית) (transliterado: Tnuá Leumit Mamlachtit) (en español: Movimiento Nacional como Estadista), es un partido político de centroderecha de Israel formado por el ex-ministro de Defensa Moshé Yalón. Télem fue inscrito en el registro de partidos políticos el día 2 de enero de 2019, y se presentó a las elecciones parlamentarias de Israel celebradas en abril de 2019, como parte de la coalición electoral Kahol Laván.

## Historia del partido

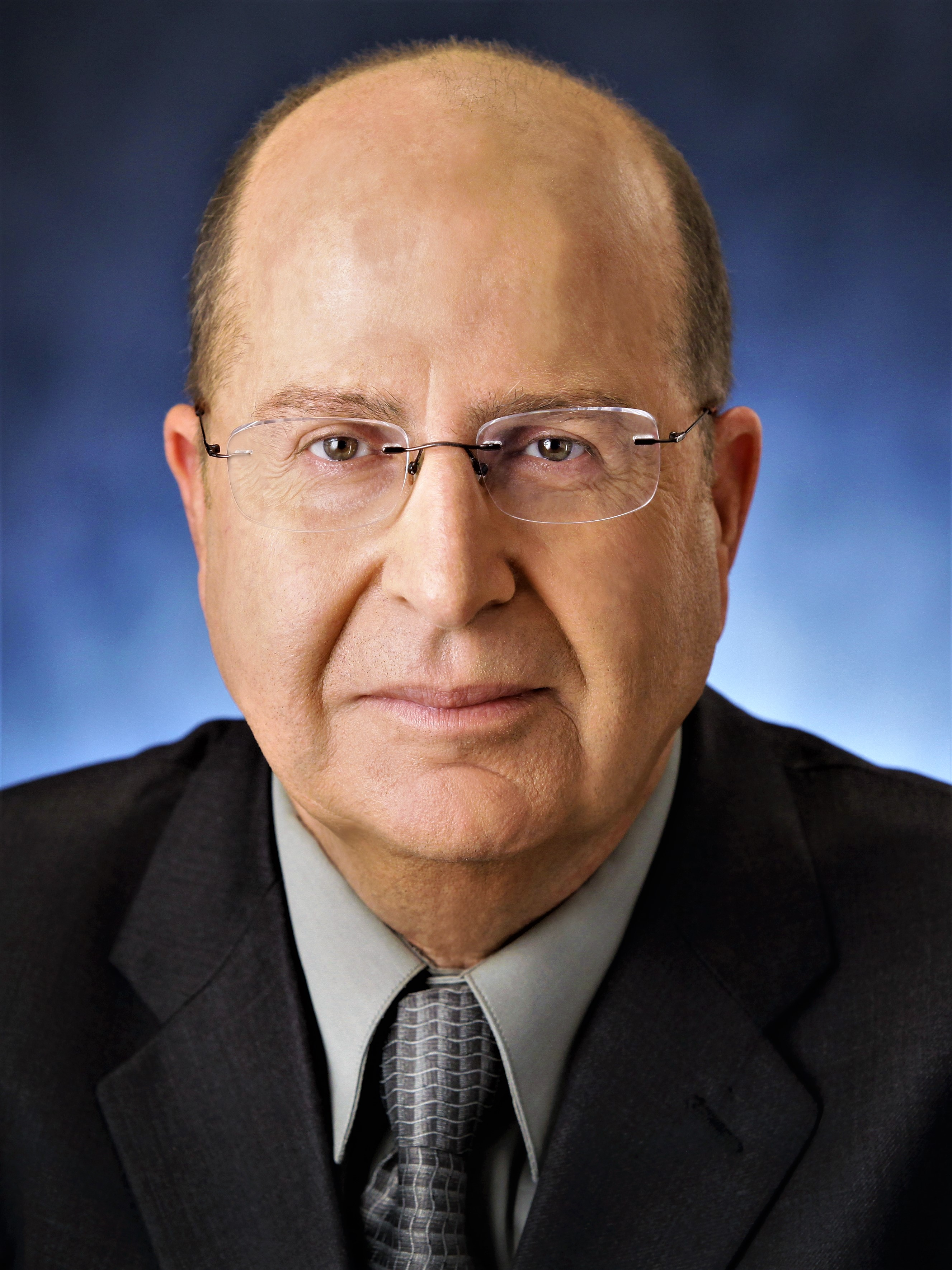
Moshe Yaalon, exjefe de personal de las FDI.

A raíz de los conflictos con el Primer Ministro de Israel Benjamín Netanyahu sobre el incidente de un tiroteo que tuvo lugar en Hebrón, y la unión del partido Israel Beiteinu que se sumó a la coalición electoral de Netanyahu, Moshé Yalón dejó su cargo de ministro de Defensa en mayo de 2016. 
El 12 de marzo de 2017, Yalón renunció oficialmente a ser un miembro del Likud y anunció que formaría un nuevo partido para desafiar al gobierno de Netanyahu en las elecciones parlamentarias israelíes celebradas en abril de 2019. El partido fue nombrado en memoria del exministro de Defensa Moshé Dayan y de su partido, llamado Télem. Yalón dijo: "He sido un soldado de Israel durante décadas y continuaré sirviendo al pueblo en mi nuevo partido".
Antes de las elecciones, Télem se fusionó con los partidos políticos Hosen L'Israel y Yesh Atid. Yalón ocupó el tercer lugar en la nueva lista unida, conocida como Kahol Laván. El partido Télem recibió solamente 5 escaños en las elecciones parlamentarias que se celebraron para elegir a los miembros de la Knéset en abril de 2019. La coalición electoral Kahol Laván recibió un total de 35 escaños. 
Durante una visita al asentamiento de Leshem, ubicado en el Área de Judea y Samaria, en la Cisjordania ocupada, el líder del partido, Moshé Yalón, dijo: "Tenemos derecho a construir asentamientos en la Tierra de Israel". Zvi Hauser, un miembro del partido, había sido el jefe de la coalición israelí para el Golán, una organización de colonos que trabaja para aumentar el número de asentamientos judíos en los Altos del Golán.

## Programa electoral del partido
Los objetivos del partido según lo establecido por su documento fundacional son:
- Fortalecer al Estado de Israel y a su pueblo, como un estado judío, democrático, seguro, próspero y moral.

- Fomentar una educación judía sionista, y potenciar sus valores.

- Elegir a un líder honesto comprometido con el bienestar del Estado de Israel y con su ciudadanos, independientemente de su religión, raza, sexo, género u orientación sexual.

- Asegurar la soberanía y la seguridad nacional del Estado de Israel y la seguridad de todos sus ciudadanos.

- Luchar para lograr un verdadero acuerdo de paz entre el Estado de Israel y la Autoridad Nacional Palestina.

- Apoyar el desarrollo de una economía de mercado.

- Mejorar el desarrollo de la infraestructura del estado y sus servicios sociales.

- Trabajar por el bienestar de los ciudadanos del país, reducir la burocracia y las regulaciones, y mejorar el bienestar de los ciudadanos de Israel en todas las áreas de la vida: Sanidad, educación, vivienda, transporte, infraestructuras nacionales, asentamientos, agricultura, bienestar social, seguridad nacional e industria.

- Determinar cuales son las prioridades nacionales en la planificación y el financiamiento, maximizar la utilización de los recursos nacionales y trabajar para cumplir con los objetivos establecidos.

- Cultivar la cultura y el deporte de una manera igualitaria y representativa, dando prioridad a la asignación de los recursos y las inversiones, a las poblaciones más desfavorecidas, a las personas con distintas capacidades, a las personas mayores y a los jóvenes.

- Aumentar el número de asentamientos israelíes en los territorios ocupados por Israel.